# Le Baptême du Christ (Le Pérugin, Vatican)
Pour les articles homonymes, voir Le Baptême du Christ.
Ne doit pas être confondu avec Le Baptême du Christ (Le Pérugin, Città della Pieve).

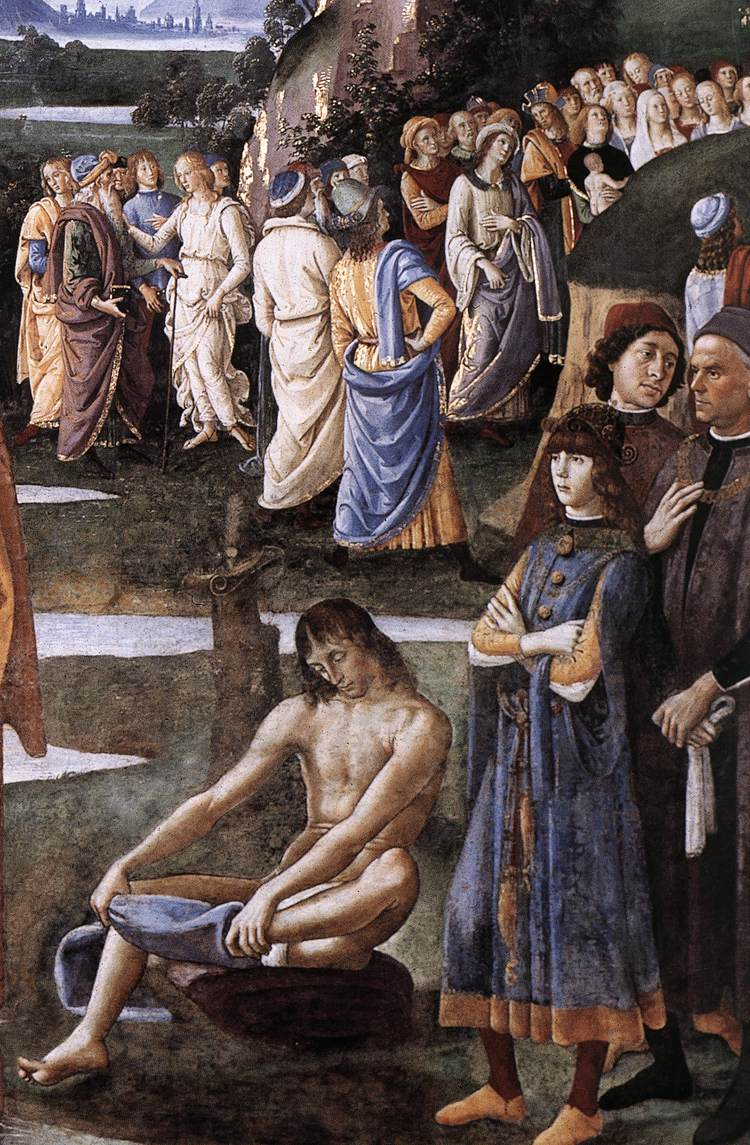
Détail.

Le Baptême du Christ (en italien : Battesimo di Cristo) est une fresque à thème religieux du Pérugin et aidés de divers assistants datant de 1482 environ, faisant partie de la décoration du registre median de la chapelle sixtine au Vatican.

## Histoire
En 1480, Le Pérugin décorait à fresque une chapelle pour le compte du pape Sixte IV dans l'antique basilique vaticane, obtenant un tel succès qu'il obtint aussitôt la nouvelle commande pour la décoration de la nouvelle chapelle papale, appelée Sixtine par la suite en l'honneur du pape.
Dans cette entreprise il a été aidé par une équipe de peintres florentins, envoyés spécialement par Laurent de Médicis.
Le Pérugin, avec les nombreux assistants (parmi lesquels le jeune Pinturicchio) que la réalisation d'une telle œuvre nécessitait, a peint au moins six scènes dont trois subsistent aujourd'hui.
La participation du Pinturicchio se limite traditionnellement à l'exécution d'un groupe de protagonistes, mais des études récentes ont considérablement réduit cette attribution. La solidité de l'implantation volumétrique de telles figures est peu compatible avec les séries de Madones de sa jeunesse, mais aussi avec ses fresques successives. Ces figures doivent probablement être attribuées à Andrea d'Assisi (« L'Ingegno »), à Rocco Zoppo et peut-être avec plus de réserves au Lo Spagna et à Bartolomeo della Gatta, autres collaborateurs du Pérugin mentionnés par Giorgio Vasari.

## Thème
Le thème de l'œuvre est celui de l'iconographie de la peinture religieuse, il rassemble saint Jean-Baptiste et Jésus dans une de ses premières manifestations publiques, accompagné d'autres personnages contemplant la scène ou participant comme nouveaux baptisés. Conformément à l'Écriture, la scène est champêtre, l'eau du baptême est celle du Jourdain, le Saint-Esprit en colombe et Dieu le père depuis les cieux doivent assister à la cérémonie.
La scène du Baptême du Christ  regardant vers l'autel, est la première sur la paroi à gauche de celui-ci et est située en parallèle du Voyage de Moïse en Égypte sur le côté opposé. Il y avait un parallèle précis entre les cérémonies de la circoncision et du baptême, respectivement dans le monde hébraïque et chrétien, sous entendant une dimension spirituelle plus profonde chez le second, car le baptême qui remplace la première, comme écrit par saint Augustin et autres Pères de l'Église est une sorte de circoncision spirituelle ouvrant au Salut.

## Description
La scène est décrite selon le schéma symétrique, typique du Pérugin. Au centre, le fleuve Jourdain coule droit vers le spectateur, jusqu'aux pieds de Jésus et saint Jean Baptiste qui le baptise au premier plan.
En haut est figurée la colombe du Saint-Esprit, envoyée par Dieu le Père  représenté dans un nimbe de lumière avec des séraphins et des chérubins, encadré par deux anges déroulant des rubans.
Vers cet axe central converge aussi le paysage, avec une vision symbolique de la ville de Rome (on reconnaît à l'intérieur des murs un arc de triomphe, le Colisée et le Panthéon) vers laquelle tendent les lignes de force des deux escarpements rocheux dévalant sur les côtés.
À la scène du premier plan participent, sur les rochers, deux anges agenouillés tenant une serviette, rappelant Hugo van der Goes et le triptyque Portinari, et un baptisant qui se déshabille, selon la tradition iconographique commune.
Aux deux extrémités se déroulent deux épisodes secondaires dont la symétrie en souligne les analogies doctrinales : le prêche à la foule de saint Jean (à gauche) et de Jésus Christ (à droite).
Les côtés sont terminés au premier plan par une série de portraits de personnages contemporains, chose très rare dans les scènes sacrées du Pérugin, inspirées de compositions analogues de Domenico Ghirlandaio, lui aussi collaborant à l'entreprise.
Le paysage qui se perd doucement dans le lointain et pointillé d'arbrisseaux qui devint un des éléments les plus caractéristiques de l'école ombrienne est typique du Pérugin.
La signature « OPVS PETRI PERVSINI · CASTRO PLEBIS » figure sur la frise supérieure de l'œuvre.

## Analyse
Le thème de la décoration effectuait un parallèle entre l'histoire de Moïse et celle de Jésus Christ mettant en évidence la continuité entre le Ancien et le Nouveau Testament ainsi que la transmission de la loi divine des tables de la loi au message évangélique de Jésus Christ qui finit par choisir saint Pierre comme successeur, légitimant de fait le pouvoir et la légitimité de ses successeurs, c'est-à-dire les papes.
Les peintres qui sont intervenus dans les fresques de la Chapelle Sixtine ont utilisé des conventions représentatives communes afin d'accomplir un travail homogène : usage d'une échelle dimensionnelle, d'une structure rythmique et d'une représentation paysagiste.
À côté d'une unique gamme chromatique, ils utilisèrent des finitions en or de telle façon que les peintures exposées aux lumières des torches et des chandelles puissent étinceler.

## Sources
- (it) Cet article est partiellement ou en totalité issu de l’article de Wikipédia en italien intitulé « Battesimo di Cristo (Perugino) » (voir la liste des auteurs).